# Kabupaten Bulukumba
Kabupaten Bulukumba är ett kabupaten i Indonesien.   Det ligger i provinsen Sulawesi Selatan, i den centrala delen av landet, 1 500 km öster om huvudstaden Jakarta. Antalet invånare är 394 560.